# ویشاو
establish_dateویشاوlatitudeویشاوlongitudeویشاو
ویشاو (به انگلیسی: Wishaw) یک شهرک در اسکاتلند است که در لانارکشر شمالی واقع شده است.

## خصوصیات
ویشاو ۲۸٬۵۶۵ نفر جمعیت دارد.